# 凱文·波拉克
凱文·埃利奧特·波拉克（英語：Kevin Elliot Pollak，1957年10月30日—）是一位美國男演員、喜劇演員和導演。他出生在舊金山，從10歲就開始出演獨角喜劇。
2016年至2022年，他在《更美好的事》中飾演常設角色。2017年至2023年，他在Amazon Prime Video的《漫才梅索太太》中飾演配角。
2016年，他執導了喜劇片《晚熟男人》。

## 外部連結
- 官方网站
- 凱文·波拉克在互联网电影资料库（IMDb）上的資料（英文）
- YouTube上的Kevin Pollak頻道
- Kevin Pollak's Twitter（页面存档备份，存于）